# Bernáth Mária
Bernáth Mária (Pozsony, 1935. szeptember 1. – Budapest, 2017. szeptember 14.) szlovákiai magyar művészettörténész.

## Életpályája
Szülei: Bernáth Aurél (1895–1982) festőművész és Dr. Pártos Alice (1901–1966) orvos, balneológus volt.

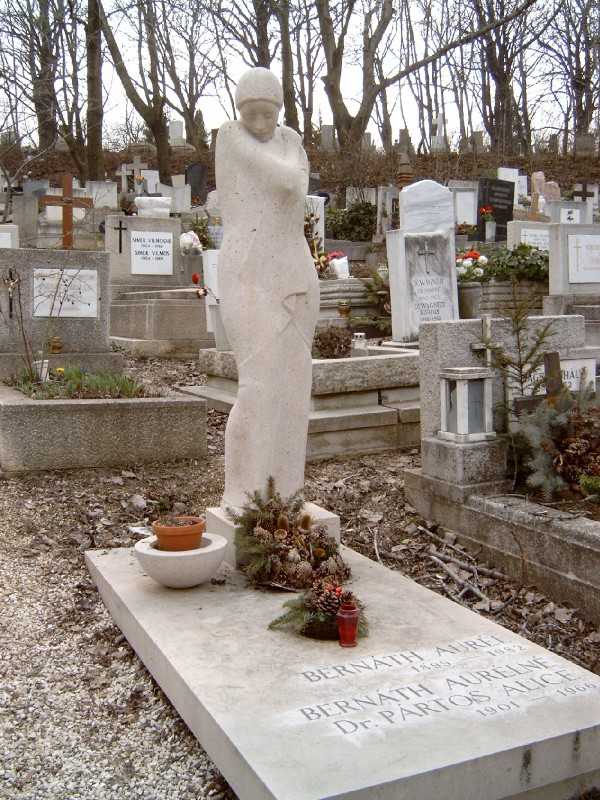
Szülei sírja a Farkasréti temetőben

1953-1958 között az ELTE BTK muzeológia szakos hallgatója volt. 1969-1996 között a Magyar Tudományos Akadémia Művészettörténeti Kutatócsoportjának munkatársa, majd főmunkatársa volt. 1981-1996 között az Ars Hungarica című folyóirat felelős szerkesztője volt.
Kutatási területe a XIX. század második fele, illetve a századforduló magyar művészete. Korábban az európai szecesszió témakörében jelentek meg tanulmányai.

## Családja
Férje, Dr. Szobor Albert. Két fia született; Bertóthy János (1961) és Szobor Zénó (1969). Édesapja felnőttkort megért testvérei Bernáth Elvira (1901-1987) és Bernáth Caesar.

## Művei
- Cézanne, Van Gogh, Gauguin; Képzőművészeti Alap, Bp., 1965 (Az én múzeumom) (bolgárul is)
- Munch. 1863-1944; Corvina, Bp., 1966 (A művészet kiskönyvtára)
- Marées; Corvina, Bp., 1969 (A művészet kiskönyvtára)
- Klimt; Corvina, Bp., 1972 (A művészet kiskönyvtára)
- Rippl-Rónai József; Gondolat, Bp., 1976 (Szemtől szemben)
- Bernáth Mária–Mautner József: Balázs János élete és művészete; Somogy Megyei Nyomdaipari Vállalat, Kaposvár, 1977
- Szinyei Merse (1981)
- Kaposvár, Rippl-Rónai Emlékmúzeum (Róma-villa); Tájak, Korok, Múzeumok, Bp., 1984 (Tájak, korok, múzeumok kiskönyvtára)
- Rippl-Rónai József gyűjteményes kiállítása. Magyar Nemzeti Galéria. 1998. március 12–szeptember 6.; szerk. Bernáth Mária, Nagy Ildikó; MNG–Pannon GSM, Bp., 1998 (A Magyar Nemzeti Galéria kiadványai)
- Szinyei; átdolg., bőv. kiad.; Corvina, Bp., 2009 (Magyar mesterek)

## Díjai
- Pasteiner-díj (1982)
- Opus mirabile (1998)
- Ipolyi Arnold-díj (1999)